# Alopecurus anatolicus
Alopecurus anatolicus là một loài thực vật có hoa trong họ Hòa thảo. Loài này được Dogan mô tả khoa học đầu tiên năm 1988.